# Mort de Nahel Merzouk
Le texte peut changer fréquemment, n’est peut-être pas à jour et peut manquer de recul. 
Le titre et la description de l'acte concerné reposent sur la qualification juridique retenue lors de la rédaction de l'article et peuvent évoluer en même temps que celle-ci.
La mort de Nahel Merzouk, un adolescent franco-algérien de 17 ans, est causée par le tir à bout portant d'un policier le 27 juin 2023 lors d'un contrôle routier à Nanterre dans les Hauts-de-Seine (Île-de-France). Deux autres adolescents, âgés de 14 et 17 ans, sont passagers à bord de la voiture.
La version policière, celle d'une voiture refusant un contrôle avant de foncer sur un fonctionnaire de police qui a ouvert le feu dans son bon droit, est initialement reprise par les médias, mais contredite dans les heures qui suivent par les témoignages des deux passagers. La victime est également présentée à tort dans plusieurs médias comme ayant un casier judiciaire, allégations qui sont démenties par la suite, son nom ne figurant qu'au fichier des antécédents judiciaires. Le 29 juin, le policier Florian M. est mis en examen pour homicide volontaire et placé en détention provisoire avant d'être remis en liberté quelques mois plus tard.
L'événement provoque des émeutes dans de nombreuses villes françaises ainsi qu'en Belgique et en Suisse, dont le bilan des dégâts et de la répression dépasse celui des émeutes de 2005.
Cette affaire relance le débat sur les violences policières, la question du racisme au sein de la police française et son usage des armes à feu, ainsi que son traitement par les médias qui se sont d'abord appuyés sur des sources policières. Elle provoque de nombreuses réactions en France de personnalités politiques, sportives, artistiques et religieuses, ainsi que de gouvernements étrangers et de l'Organisation des Nations unies. Une marche blanche et des cagnottes sont par ailleurs organisées.
En juin 2025, l'auteur du tir est renvoyé devant la Cour d'assises pour meurtre, son procès devant se tenir au deuxième ou troisième trimestre 2026.

## Contexte

### Loi sur l'usage des armes à feu par la police
À la suite de l'affaire des policiers brûlés à Viry-Châtillon, la loi sur l'usage des armes à feu par les policiers est modifiée en février 2017 et alignée sur celle des gendarmes, autorisant les policiers à faire usage de leurs armes sur un véhicule « dont les occupants sont susceptibles de perpétrer, dans leur fuite, des atteintes à leur vie ou à leur intégrité physique ou à celles d’autrui » alors qu'ils devaient jusqu'alors justifier d'être en situation de légitime défense d'eux-mêmes ou autrui pour pouvoir faire usage de leurs armes,. Le terme « susceptible » leur laisse ainsi la possibilité d'évaluer la situation, et rend l'appréciation ambiguë en leur permettant d'agir avant qu'un délit ne soit commis. Cette loi, dite « loi Cazeneuve », est critiquée par les groupes de défense des droits, qui affirment qu'elle élargit de manière dangereuse le cadre juridique permettant à un policier d'utiliser son arme à feu.
L'application de cette loi s'est traduite par une forte augmentation des cas de tirs mortels de policiers sur des véhicules en mouvement : une étude statistique indépendante montre qu'ils sont multipliés par cinq entre avant et après le vote de la loi de 2017. L'inspection générale de la Police nationale (IGPN) reconnaît que la mortalité des tirs augmente de 2 à 13, chiffre aussi observé par le criminologue Sebastian Roché, spécialiste des polices dans l'Union européenne. L'IGPN observe que le nombre total de tirs, mortels ou pas, reste constant, dans une fourchette de 137 à 170 entre 2016 et 2022. Sebastian Roché précise que dans la gendarmerie, qui n'est pas concernée par cette loi, le nombre de tirs mortels n'a pas augmenté. Même si les comparaisons avec les pays voisins sont délicates, car les catégories statistiques diffèrent, Sebastian Roché, note, en dix ans en Allemagne, un seul tir mortel à la suite d’un refus d'obtempérer contre 13 pour la seule année 2022 en France. Selon lui, 2 675 refus d'obtempérer graves (avec risque de mort ou de blessures) ont été enregistrés en 2021 par la police nationale, avec 157 tirs, soit « 5,9 % des cas (...) risque tout à fait important et pas un phénomène marginal »,.
Le 3 juillet 2023, le ministre de la Justice Éric Dupond-Moretti indique ne pas être opposé à une révision de cette loi. Sur France Inter, il déclare : « Il est toujours très mauvais de légiférer sous le coup de l'émotion. La loi de 2017, certains la critiquent. Moi, je ne suis contre rien. Je suis un ministre qui consulte beaucoup. On peut envisager, pourquoi pas, de la modifier. Mais je pense que le temps n'est pas venu ». Le 5 juillet, le ministre de l'Intérieur Gérald Darmanin est auditionné devant la commission des Lois du Sénat et se montre opposé à une telle réforme, en déclarant : « Ce n'est pas parce qu'un policier ne respecte pas la loi qu'il faut changer cette loi ».

### Accusation de racisme systémique à l'encontre de la police française
Le 28 juin 2023, la police française est mise en cause après la mort de Nahel Merzouk par la porte-parole du Haut-Commissariat des Nations unies aux droits de l'homme, Ravina Shamdasani pour qui « c’est le moment pour le pays de s’attaquer sérieusement aux profonds problèmes de racisme et de discrimination raciale parmi les forces de l’ordre »,,. Emmanuel Macron y répond par un démenti du racisme systémique au sein de cette institution.
En juillet 2021, une note rédigée par le conseil scientifique de la délégation interministérielle à la lutte contre le racisme, l'antisémitisme et la haine anti-LGBT (DILCRAH) indiquait : « Qu’il y ait des policiers racistes au sein de la police française et que cela se traduise par des comportements, au cours de l’activité professionnelle, pénalement condamnables, cela ne fait pas l’ombre d’un doute. » Mais cette note n'avait pas été suivie d'effets.
En décembre 2022, le Comité des Nations unies pour l'élimination de la discrimination raciale avait exprimé sa profonde préoccupation « face au recours fréquent aux contrôles d'identité, aux interpellations discriminatoires, à l'application d'amendes forfaitaires imposées par la police ou les forces de l’ordre » visant « de manière disproportionnée » les « personnes d'origine africaine, arabe, les Roms, les gens du voyage et les non-ressortissants ». Cette évaluation est confirmée par le sociologue de la police Sébastian Roché pour qui « on ne peut éliminer l’aspect ethnique dans cette affaire. Surtout quand on sait qu’il y a une surreprésentation des minorités ethniques dans les personnes tuées lors de refus d’obtempérer ». Pour France 24, les dénégations du gouvernement semblent contredites par les sondages d'opinion : « Au premier tour de l'élection présidentielle 2022, 64 % des policiers et militaires ont voté à l'extrême droite – 39 % pour Marine Le Pen et à 25 % pour Éric Zemmour ». Le même jour que la condamnation de l'ONU, les syndicats Alliance Police nationale et UNSA Police ont publié un communiqué appelant au « combat contre les nuisibles et les hordes sauvages », qui prennent part aux émeutes nocturnes depuis la mort du jeune Nahel, considéré comme un appel à la guerre civile par Jean-Luc Mélenchon et Marine Tondelier.
En mai 2023, l'ONU, le Conseil des droits de l'homme des Nations unies, le Brésil, le Japon et le Danemark avaient exprimé leur inquiétude « face aux violences policières et à la discrimination raciale en France » et avaient critiqué le « profilage racial effectué par les forces de l'ordre ».
Selon un pointage fait par Reuters, la majorité des personnes tuées par la police en France depuis 2017 à la suite des refus d'obtempérer lors d'un contrôle de circulation sont « noires ou d'origine arabe »,,.

## Protagonistes

### Nahel Merzouk
Nahel Merzouk (نايل مرزوق en arabe) est franco-algérien,,. Fils d'une mère algérienne, Mounia Merzouk, et d'un père d'origine marocaine, Hicham Hammouti,, il a étudié au collège Jean-Perrin de Nanterre, puis au lycée Louis-Blériot de Suresnes, où il a suivi des cours d'électricité en vue d'un CAP et ensuite de mécanique. Après avoir arrêté les cours au bout de six mois lors de l'année scolaire 2022–2023,, il s'est mis à travailler comme livreur de pizzas.
Passionné de football, il a été un joueur remarqué à l'Entente Sportive Nanterre. Ses amis d'enfance le décrivent comme « quelqu'un de bien », très mûr pour son âge, serviable et complice avec une mère attentive, séparée du père avant la naissance et qui n'avait qu'un fils,. Depuis 2021, tous deux habitaient rue Salvador-Allende, à côté des tours Aillaud et du stade Jean-Guimier où chaque mardi et jeudi depuis trois ans il jouait au rugby à XIII avec 80 adolescents, dont une partie a assuré le service d'ordre pour la venue de la Coupe du monde de rugby à XIII 2021, organisée par l'association Ovale Citoyen, œuvrant à l'insertion par le sport. Son président, Jean-François Puech, a souligné sa « volonté de s'insérer socialement et professionnellement ». Une semaine avant sa mort, pour la journée mondiale des réfugiés, il intégrait une session de « rugby inclusif » d'Ovale citoyen, assortie d'un entretien d'embauche minute.
Tiré au sort, il a participé à Nanterre le 11 février 2023 au tournage du clip Ragnar, du rappeur Jul, publié sur YouTube en mai suivant et qui comptabilisait plus de 4 millions de visionnages le jour de sa mort,,.
Ne possédant pas le permis de conduire, son nom est apparu au fichier des antécédents judiciaires en lien avec des affaires de délits routiers et pour usage et détention de stupéfiants, mais sans mention au casier judiciaire car il n'a pas fait l'objet d'une condamnation,. Il a été arrêté deux fois pour refus d'obtempérer, la dernière le 24 juin, avec garde à vue.

### Florian M.
Le policier auteur du tir mortel, originaire du Sud-Ouest de la France, est un motard de la direction de l'ordre public et de la circulation (DOPC).
Âgé de 38 ans, il a été formé à l'École nationale de police de Sens, et est un ancien militaire du 35e régiment d'infanterie ayant participé à la guerre d'Afghanistan,.
Il a fait partie de la compagnie de sécurisation et d'intervention 93 (CSI 93), dont le préfet de police Didier Lallement avait annoncé la dissolution avant d'y renoncer : la compagnie était visée par 17 enquêtes judiciaires pour « violences, propos racistes, interpellations illégitimes, racket de dealers, faux et usage de faux… ». Il a également fait partie de la brigade de répression de l'action violente motorisée (Brav-M), « unité décriée » pour les consignes reçues « d'aller au contact des manifestants » qu'il a rejointe peu après sa création, le 1er octobre 2020.
Il reçoit plusieurs distinctions au cours de sa carrière, notamment deux de Didier Lallement : pour ses actions de maintien de l'ordre lors du mouvement des Gilets jaunes en 2020, puis pour l'interpellation d'un auteur d'une séquestration et d'un vol à Bernes-sur-Oise en 2021. Après la mort de Nahel Merzouk, il est présenté comme « très professionnel » par des collègues policiers, selon des témoignages recueillis par Le Figaro.
Son casier judiciaire est vierge mais il n'est pas inconnu des services de police pour autant puisque mis en cause pour exhibition sexuelle le 7 janvier 2023 en forêt de Chauvry et cité comme victime dans seize affaires différentes,.
Deux enquêtes sont ouvertes, une concernant la divulgation par Oise Hebdo du nom de famille du policier et de sa commune de résidence (leur audience aura lieu le 10 Juin au tribunal de Compiègne), la seconde pour des menaces de mort publiées sur Twitter à son encontre.
Il reprend le travail en mars 2025 après avoir été réintégré par arrêté ministériel. Il est muté au Pays basque, conformément à ses souhaits et officiellement dans l'intérêt du service, tout en conservant son contrôle judiciaire qui lui interdit notamment de porter une arme. L'arrêté de réintégration est à l’initiative de la Direction générale de la Police nationale, et validé par délégation au nom du ministre de l’Intérieur, Bruno Retailleau. Sur décision de Gérald Darmanin, alors ministre de l’Intérieur, le policier a bénéficié de l'intégralité de ses revenus pendant sa suspension, y compris pendant son incarcération, soit près de deux ans de rémunération sans activité effective. Le policier bénéficie également de la protection fonctionnelle, un dispositif de la fonction publique qui prend en charge les frais juridique des agents poursuivis dans le cadre de leurs fonctions, pour un coût estimée à 15 000 euros.

### Passagers du véhicule
Le récit des circonstances de la mort de Nahel Merzouk est contredit par les témoignages de ses deux passagers, chacun des deux écrivant un texte envoyé au quotidien Le Parisien. Tous deux affirment que le conducteur n'a pas redémarré sciemment mais sous l'effet d'« environ trois coups de crosse » des policiers l'ayant « sonné » et d'une menace de lui tirer « une balle dans la tête », l'amenant à « se protéger la tête », dans un mouvement qui lui a fait « lever le pied de la pédale du frein », le véhicule à boîte de vitesse automatique n'ayant pas été placé sur la position stationnement. Le passager à l'avant écrit le premier texte, publié le 30 juin, qu'il lit aussi dans un enregistrement diffusé sur les réseaux sociaux. Le second texte, publié le 4 juillet, émane du passager à l'arrière, que Nahel Merzouk emmenait au collège de Nanterre pour y passer les épreuves du brevet des collèges. Son père l'a aidé à rédiger car il était encore choqué par l'événement,.

## Faits

### Version du parquet

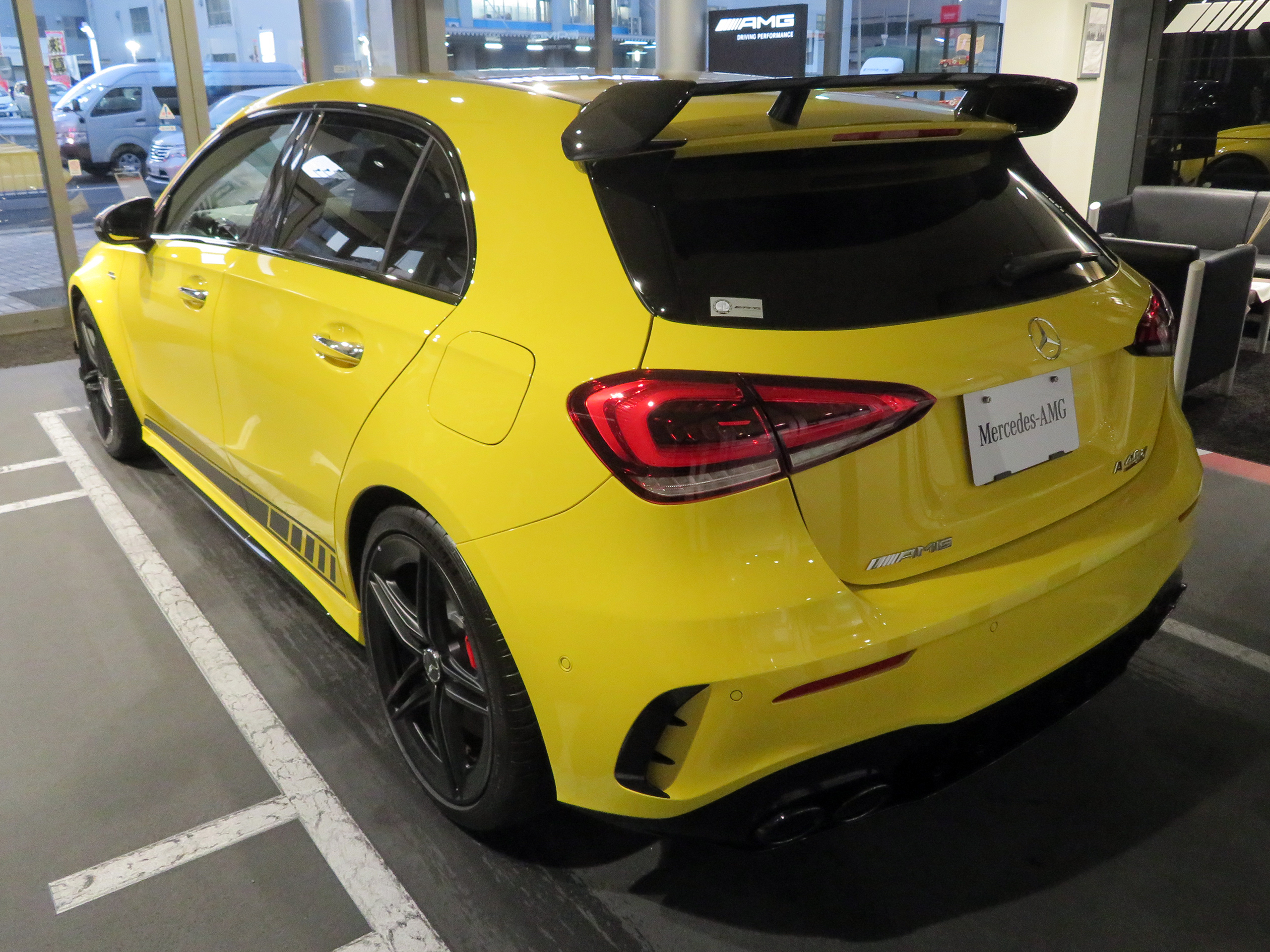
Mercedes-Benz Classe A (Type 177) AMG.

D'après le procureur de la République, Pascal Prache, de Nanterre, après avoir pris leur service, deux policiers motocyclistes de la DOPC remarquent une Mercedes-Benz Classe A au boulevard Jacques-Germain-Soufflot avec une plaque d'immatriculation polonaise vers 7 h 55 qui circule à vive allure sur une voie de bus conduite par une personne de jeune âge apparent. Les motards activent leurs avertisseurs (sonores et lumineux) et indiquent au conducteur au niveau d'un feu rouge de stationner. Le véhicule redémarre et grille alors le feu rouge. La voiture est poursuivie par les deux motards à travers diverses voies de circulation. Ils activent à nouveau leurs gyrophares, mais cela s'avère inefficace. À 8 h 16, les deux motards informent leurs collègues de la situation via radio. Au cours de cette course-poursuite, le conducteur du véhicule commet plusieurs infractions au code de la route, dont le franchissement d'un passage piéton, mettant ainsi en danger un piéton et un cycliste.
Après une vingtaine de minutes de course poursuite, et en raison d'un embouteillage, le véhicule est finalement contraint de s’arrêter au niveau du boulevard de la Défense. Les policiers mettent pied à terre et ordonnent au conducteur d'ouvrir sa vitre, ce qu'il exécute. Les deux policiers sortent leurs armes, mettent en joue le conducteur et lui ordonnent de couper le contact. Le véhicule redémarre et un des deux policiers fait feu une fois sur le conducteur. Le véhicule poursuit sa route avant de s’encastrer dans du mobilier urbain sur la place Nelson-Mandela à 8 h 19. Le passager arrière est interpellé à sa sortie du véhicule. Le passager avant droit prend la fuite. Le policier auteur du tir prodigue les premiers secours au conducteur. La mort est constatée à 9 h 15,. Les deux passagers du véhicule sont mineurs, l'un âgé de 17 ans et l'autre âgé de 14 ans,.
Le 5 juillet, dans un document d'étape, le procureur synthétise l'état d'avancement de l'enquête dans lequel figure la demande de maintien en détention provisoire du policier.

#### Autopsie
L'autopsie révélera que le jeune homme a été tué par un « tir unique » qui « a traversé le bras gauche et le thorax de gauche à droite ».

### Contradiction de la version des policiers par une vidéo des faits

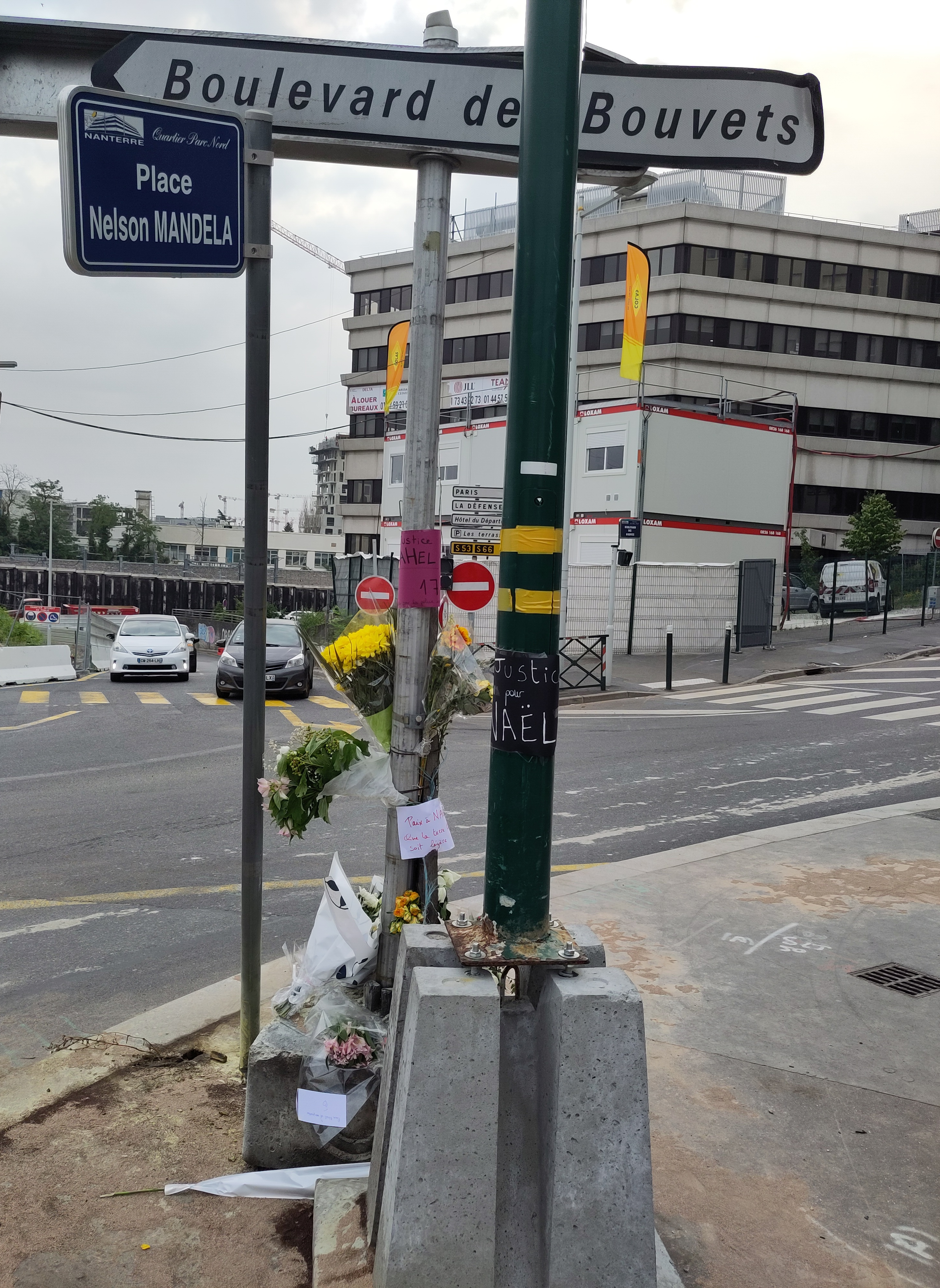
Des bouquets de fleurs en hommage à Nahel à l'endroit de sa mort, place Nelson-Mandela.

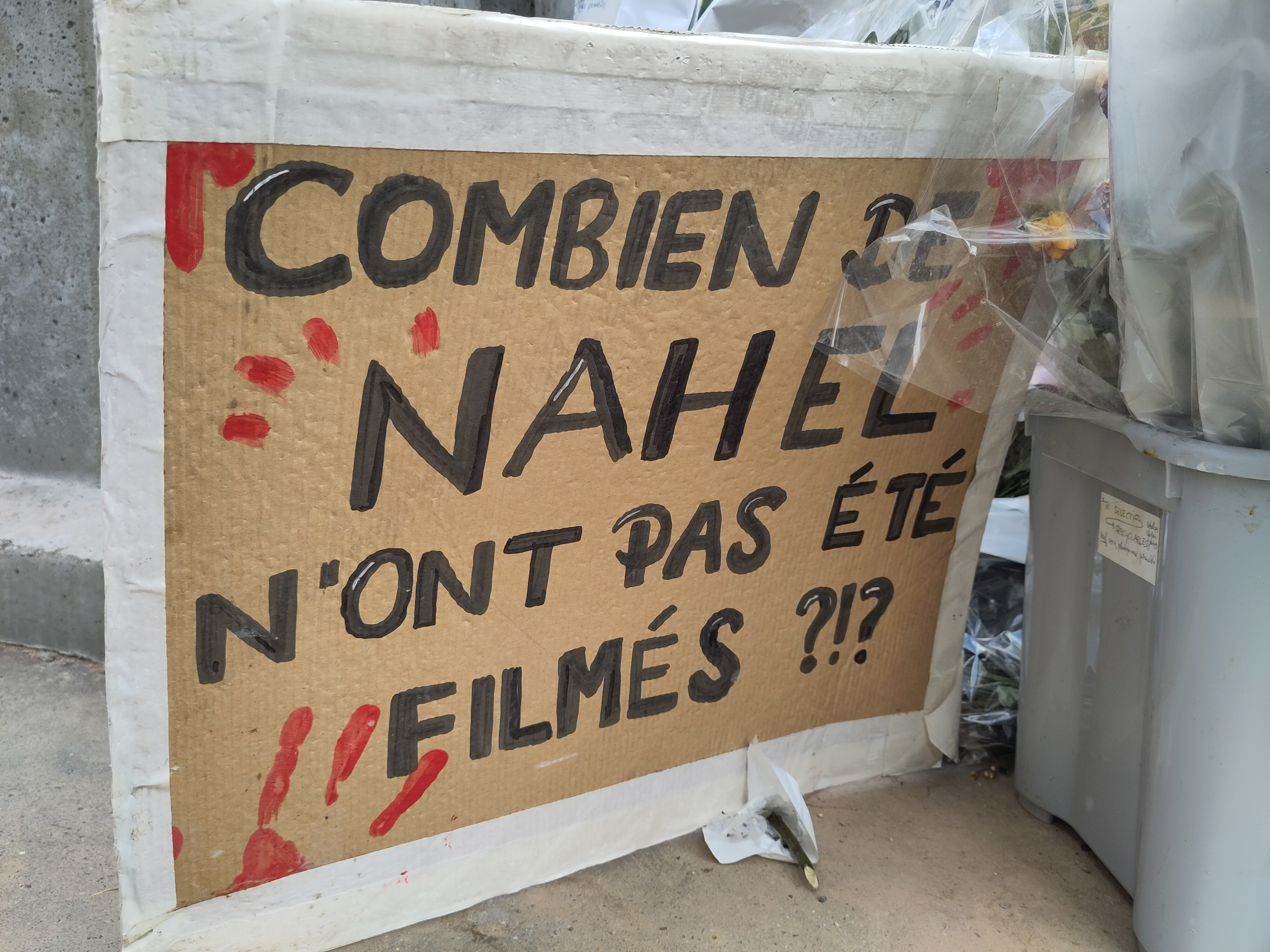
Combien de Nahel n'ont pas été filmés ?!?, hommage à Nahel à la place Nelson-Mandela.

Selon la première version des policiers, une voiture aurait refusé un contrôle avant de foncer sur un fonctionnaire de police qui n'aurait eu d'autre choix que d'ouvrir le feu dans son bon droit,. Cette version invoquant la légitime défense et le refus d'obtempérer est reprise par les syndicats policiers et une partie des médias, dont l'Agence France-Presse, Europe 1, 20 Minutes et BFM TV.
Mais, une heure seulement après les faits, est diffusée la vidéo d'une passante, une apprentie qui a filmé la scène avec son téléphone puis l'a montrée à sa patronne. Cette vidéo d’une cinquantaine de secondes, diffusée sans montage et dans son intégralité, montre que les policiers sont au moment du coup de feu sur le côté de la voiture, pas devant elle, et qu'elle ne se dirige pas vers eux et ne peut par conséquent pas les blesser,,.
Dès le lendemain soir, la vidéo, qui « met à mal » la version des policiers, affiche plus de 2,5 millions de vues. Entre-temps, est diffusée une seconde vidéo qui a été filmée dans son rétroviseur par l'automobiliste situé devant la voiture de Merzouk : « Durant les sept secondes de cette vidéo, on voit les deux policiers s'approcher de la vitre du conducteur, on les entend crier, sans pour autant comprendre ce qu'ils disent. On entend également des coups donnés par l'un des policiers à la voiture. »
Selon Le Monde, la première séquence de la première vidéo, d'une durée de 11 secondes, « devenue virale sur les réseaux sociaux, a littéralement balayé les éléments de langage distillés d’abord par des sources policières reprises par certains médias ». L'un des policiers crie « Tu vas te prendre une balle dans la tête », pointant son arme à bout portant. Un des policiers dit ensuite à son collègue qui va tirer, selon les interprétations, « shoote-le », ou « coupe » en parlant du moteur, suivi d'une phrase difficilement compréhensible. La voiture redémarre à peine et roule encore au pas lorsque le deuxième policier tire, toujours à bout portant.
Le 28 juin, le ministre de l'Intérieur Gérald Darmanin déclare qu'en « aucun cas un geste comme celui-là ne peut se justifier, si jamais l'enquête devait confirmer les vidéos que nous avons vues ».

### Version du passager avant
Selon le passager âgé de 17 ans assis à l'avant de la voiture, le véhicule n'est pas reparti en raison d'un refus d'obtempérer mais parce que le conducteur a lâché le frein juste après avoir été « sonné » par trois « coups de crosse » de révolver successifs reçus des policiers, la boîte de vitesses automatique lançant alors elle-même, très lentement, le véhicule. Son témoignage, révélé le 30 juin par Le Parisien, coïncide avec les deux vidéos publiées trois jours plus tôt pour contredire la version policière sur deux points, légitime défense et refus d'obtempérer, mais aussi avec celui de l'autre passager.
La confusion trop fréquente entre « refus d'obtempérer et le tir sur des véhicules en mouvement » avait été mentionnée par Fabien Jobard, directeur de recherche au CNRS, dès l'année de forte augmentation de décès dans ces situations en 2022 dans Off-investigation, qui décide de republier cette enquête après la mort de Nahel Merzouk, en soulignant que les problèmes de formation des policiers et d'élargissement du droit de tirer qu'elle soulignait en 2022, toujours pas résolus, sont la cause de cette mort comme d'autres.
Dès la mort du conducteur, le passager assis à l'avant fuit dans la crainte d'être comme lui violenté ou tué. Il diffuse le 30 juin sur les réseaux sociaux un témoignage vocal enregistré, puis accordé une interview exclusive au Parisien, afin de « rétablir la vérité face à certaines informations qui circulent sur les réseaux sociaux » et reprochant au conducteur d'avoir refusé d'obtempérer. Son témoignage précise que les policiers sont arrivés en courant et relate un enchaînement de menaces et de coups de crosse reçus des deux policiers chacun à son tour par un conducteur à la fois « sonné » et « terrorisé », à travers la fenêtre qu'il avait ouverte à leur demande, confirmant la vidéo montrant que Nahel a reçu des coups des policiers se penchant tous les deux à partir de l'accotement, comme le raconte le média Brut par une mise en forme du récit de ce passager, illustrée par une combinaison des images des deux vidéos.
Ce témoin direct affirme que la violence du troisième coup a à la fois « sonné et paniqué » le conducteur, qui ne parvenait plus à parler, lui faisant lâcher la pédale de frein, conduisant la voiture à avancer, car la boîte de vitesses automatique n'était pas sur « park ».
Le passager indique aussi que la voiture leur avait été prêtée, que les motards l'avaient repérée sur l'avenue Joliot-Curie quelques minutes seulement après le début de leur patrouille. Comme annoncé dans son texte, il se rend le 3 juillet à une convocation des enquêteurs pour répondre à leurs questions,.
En diffusant son témoignage, BFM TV observe qu'il diffère de la version avancée par la police, et sur un autre point que la thèse du conducteur qui aurait foncé sur elle : le préfet de police Laurent Nuñez avait en effet dit sur le plateau de cette télévision, sans préciser que la boîte de vitesses est automatique : « le conducteur avait d'abord éteint le moteur, redémarré le véhicule, puis est parti. C'est dans ce contexte que le policier a fait usage de son arme à feu. »
Le passager avant, ami d'enfance de Nahel et comme lui âgé de 17 ans, a été entendu le 3 juillet par les enquêteurs de l'IGPN, qui ont fait savoir aux médias que son nom était déjà mentionné dans des fichiers d'enquête dans « des affaires de délit de fuite ». Il a fait état de sa vidéo postée sur les réseaux sociaux indiquant que les adolescents sont montés dans la Mercedes à 8 h 10. Selon lui, « au bout de quelques minutes », ils se sont « retrouvés sur la voie de bus sur l'avenue Joliot Curie » puis ont « aperçu les motards de la police » qui se sont « mis à les suivre ». La Mercedes s'est ensuite « arrêtée au niveau de l'avenue Pasteur-François Arago », a-t-il poursuivi. À Nanterre, l'avenue François-Arago et l'avenue Joliot-Curie sont deux grands axes de circulation se succédant dans le même sens ; la place Nelson-Mandela, où a eu lieu le tir, étant à leur jonction, à 200 m de la préfecture et autant de distance du domicile de la victime.
Le passager avant a ensuite repris sa déclaration dans les médias mentionnant que le conducteur, resté sur son siège, a reçu trois coups de crosse, donnés alternativement par les deux policiers.

### Version du passager arrière
Le témoignage du passager qui se trouvait sur le siège arrière de la voiture, un texte transmis par son père au Parisien, car son fils est trop choqué pour s'exprimer ou regarder les vidéos, livre une version des faits similaire à celle de l'autre passager. Le récit est celui d'Adam (nom d'emprunt), 14 ans, que Nahel Merzouk a croisé ce matin-là sur la route, puis amené en voiture au collège de Nanterre où il devait passer les épreuves du brevet des collèges. Il est, immédiatement après le tir mortel, « violemment interpellé », malgré ses mains en l'air,, via un croche-pied, puis menotté et « intimé de fermer sa gueule » lorsqu'il déclare n'avoir « rien fait ». Son père, chef de chantier, habite à Créteil, à l'opposé dans l'agglomération parisienne et son fils ne savait pas que Nahel n'avait que 17 ans et pas le permis de conduire. Le texte d'Adam affirme, comme celui du passager avant, que le conducteur a reçu environ trois coups des policiers avant la balle dans le cœur. Le policier lui ayant lancé « qu'il allait lui mettre une balle dans la tête », il a tenté de « se protéger la tête » ce qui l'a amené à lâcher le frein avec son pied. « Et le policier a dit à son collègue de tirer, et le coup est parti », ajoute le texte, amenant une accélération du véhicule.
Une fois menotté, Adam est placé dans une voiture de police avec les deux motards et entend leur conversation, l'un des deux disant à l'autre « qu'il n'aurait pas dû tirer car ils allaient faire un barrage plus loin »,, moment où Adam comprend que Merzouk est mort. Placé ensuite en garde à vue, Adam est relâché « dès le début d'après-midi ».

## Enquêtes

### Garde à vue et information judiciaire
Le 28 juin, le parquet de Nanterre ouvre deux enquêtes en flagrance. La première, concernant une plainte pour « refus d'obtempérer » et « tentative d'homicide volontaire sur personne dépositaire de l'autorité publique », vise la victime déjà morte et se base sur les déclarations des policiers. L'enquête est confiée au commissariat de Nanterre et à la Sûreté territoriale des Hauts-de-Seine.
La seconde enquête est ouverte pour « homicide volontaire par personne dépositaire de l'autorité publique », à la demande des avocats de la famille de la victime. Le procureur décide de la confier à l'Inspection générale de la Police nationale, la police des polices,.
La garde à vue de Florian M. est prolongée le 28 juin 2023,.
Le 29 juin, à l'issue de la garde à vue, le policier Florian M. est mis en examen, le procureur de la République de Nanterre décide d'une information judiciaire pour « homicide volontaire par une personne dépositaire de l'autorité publique » et il est maintenu en détention provisoire le 29 juin 2023,, « une décision rarissime dans ce genre d'affaire »,. L'avocat du policier, Laurent-Franck Liénard, a souligné le caractère exceptionnel de la détention : « En 31 ans de carrière à défendre des cas d’usage des armes, je n'ai jamais eu un client qui parte en détention à l'issue de sa présentation devant un juge ».
Selon Jean-Pierre Mignard, avocat de victimes de violences policières, cette déclaration a illustré ce qu'il appelle « l'impunité policière ». Il est catégorique à ce sujet : « Toutes les professions ont une génétique : celle de la police est l’impunité »,.
La Défenseure des droits, Claire Hédon, ouvre aussi une enquête.
Le 6 juillet 2023, la cour d'appel de Versailles décide de son maintien en détention provisoire. Les juges de la chambre de l'instruction de la cour d'appel de Versailles justifient son maintien en détention, en alléguant le risque de nouvelles émeutes, celui d'une concertation avec le second policier présent lors du contrôle routier et enfin les menaces pesant sur lui. Une nouvelle demande de mise en liberté est rejetée le 12 octobre 2023 par le juge des libertés et de la détention de Nanterre, décision confirmée en appel le 26 octobre 2023. Le 9 novembre 2023, une nouvelle demande de mise en liberté est déposée directement auprès du juge d'instruction, qui l'accepte le 15 novembre 2023,,. Le jour même, Florian M. est libéré sous contrôle judiciaire, assorti notamment de l'obligation de verser un cautionnement, d'une interdiction de contact avec les témoins et les parties civiles, de paraître à Nanterre, ainsi que de détenir une arme,.
Après la reconstitution de la mort de Nahel, menée en mai 2024, un rapport est réalisé et consulté par certains médias en juillet 2024. Les expertises démontrent que l'adolescent aurait redémarré volontairement la voiture, tandis que le policier qui a ouvert le feu n'était pas en « danger imminent ». Par ailleurs, alors que les passagers avaient affirmé qu'un des policiers avait donné des coups au visage de Nahel, le médecin légiste constate qu'il ne présente aucune ecchymose du visage ni du crane. Si des coups ont été portés, il ne peut s'agir que d'effleurements.
Aussi, des expertises sonores ont été menées afin de déterminer ce qu'ont dit les policiers avant de tirer, la version des mis en cause étant différente de celle des témoins. Cependant, les résultats ne seraient pas exploitables.
L’avis de fin d’information judiciaire est rendu le 2 août 2024,.
En 2025, le parquet requiert un procès pour meurtre à l'encontre de l'auteur du tir. Conformément à ces réquisitions, l'auteur du tir est renvoyé devant la Cour d'assises des Hauts-de-Seine pour meurtre, son procès devant se tenir au deuxième ou troisième trimestre 2026, après la purge des recours, son avocat ayant d'ores et déjà annoncé faire appel de cette ordonnance.

### Avocats

#### Famille
Les avocats de la famille déposent une demande de dépaysement avec dessaisissement immédiat du parquet de Nanterre afin que le commissariat de police de Nanterre, auquel sont attachés les policiers qui ont tué Nahel, chargé des investigations, ne puisse intervenir de façon à tenter de blanchir les policiers en question, mais aussi afin d’écarter le procureur de la République qui a utilisé les fausses déclarations des policiers impliqués pour poursuivre post-mortem Nahel de façon à tenter d’innocenter les policiers. Par ailleurs, le 28 juin 2023, la famille déclare déposer plainte pour « faux en écriture publique » ainsi que « complicité » contre le deuxième policier qui est aux côtés du tireur, Jennifer Cambla décrit la mort de Nahel comme une « exécution »,.
La famille et ses avocats n'ont à aucun moment mis en cause la police ou les policiers dans leur ensemble, concentrant la totalité de leurs critiques sur les seuls deux fonctionnaires impliqués. La mère, la tante et la grand-mère appellent ainsi à la retenue, tout comme Patrick Jarry, le maire de Nanterre, tandis que l'avocat de la mère, Yassine Bouzrou, déclare au Monde qu'il « n’y a pas de problème policier en France, il y a un problème judiciaire » en raison de la protection « flagrante » des policiers concernés, nourrissant un sentiment d’impunité.

#### Avocat du policier
Laurent-Franck Liénard, avocat du policier, considère que son client a « appliqué un tir qu’il a pensé nécessaire ». Il entend démontrer qu'il aurait respecté le droit. Il indique que le policier « ne se lève pas le matin pour tuer des gens. Il n’a pas voulu tuer ». Il a demandé « pardon à la famille de Nahel » pendant sa garde à vue.
Selon l'avocat, « Ce qu'il a fait était nécessaire, au moment où il l'a fait il a estimé que c'était nécessaire. C'est sa position et sa position est conforme au droit. En détention, il comprend qu'il sert de fusible ». Au moment de l’interpellation, le seul objectif du fonctionnaire de police aurait été de stopper le véhicule. Il aurait décidé d’appliquer un tir vers le bas, mais le mouvement de la voiture sur son corps aurait fait que son geste remonte et que la balle touche une partie vitale. L'avocat déclare : « Jamais mon client n'a voulu tuer ce conducteur ».

## Réactions nationales

### Mounia Merzouk, mère de la victime

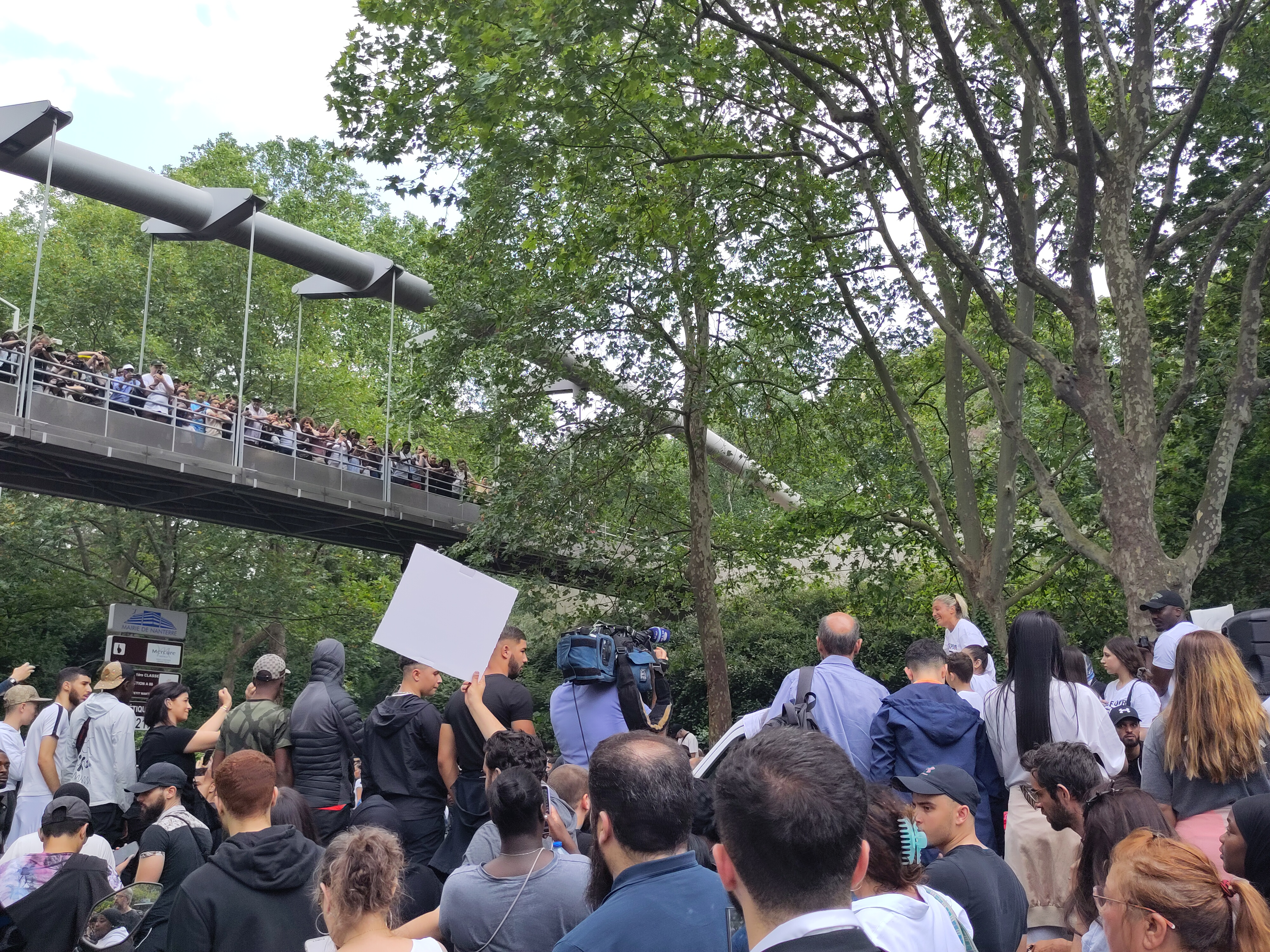
Mounia Merzouk lors de la marche blanche.

La mère de Nahel, Mounia Merzouk, déclare quelques heures après la mort de son fils : « je n'en ai qu'un. C'était mon meilleur ami, c'était tout pour moi. Nous étions complices comme pas possible »,. Elle appelle à une marche blanche, qualifiée aussi de « marche de la révolte », à Nanterre le 29 juin 2023 pour rendre hommage à son fils, et dont les mots d’ordre sont « de respecter et accompagner » la mère de la victime et « surtout d’éviter les heurts et affrontements avec les forces de l’ordre ». Au cours de cette marche, elle déclare : « je n’en veux pas à la police, j’en veux à une personne : celui qui a enlevé la vie de mon fils ». Elle est prise pour cible sur les réseaux sociaux par une partie de l'extrême droite remettant en doute la sincérité de son deuil, mais sa réaction est comprise et défendue par des psychologues spécialistes du deuil.

### Sportifs et artistes

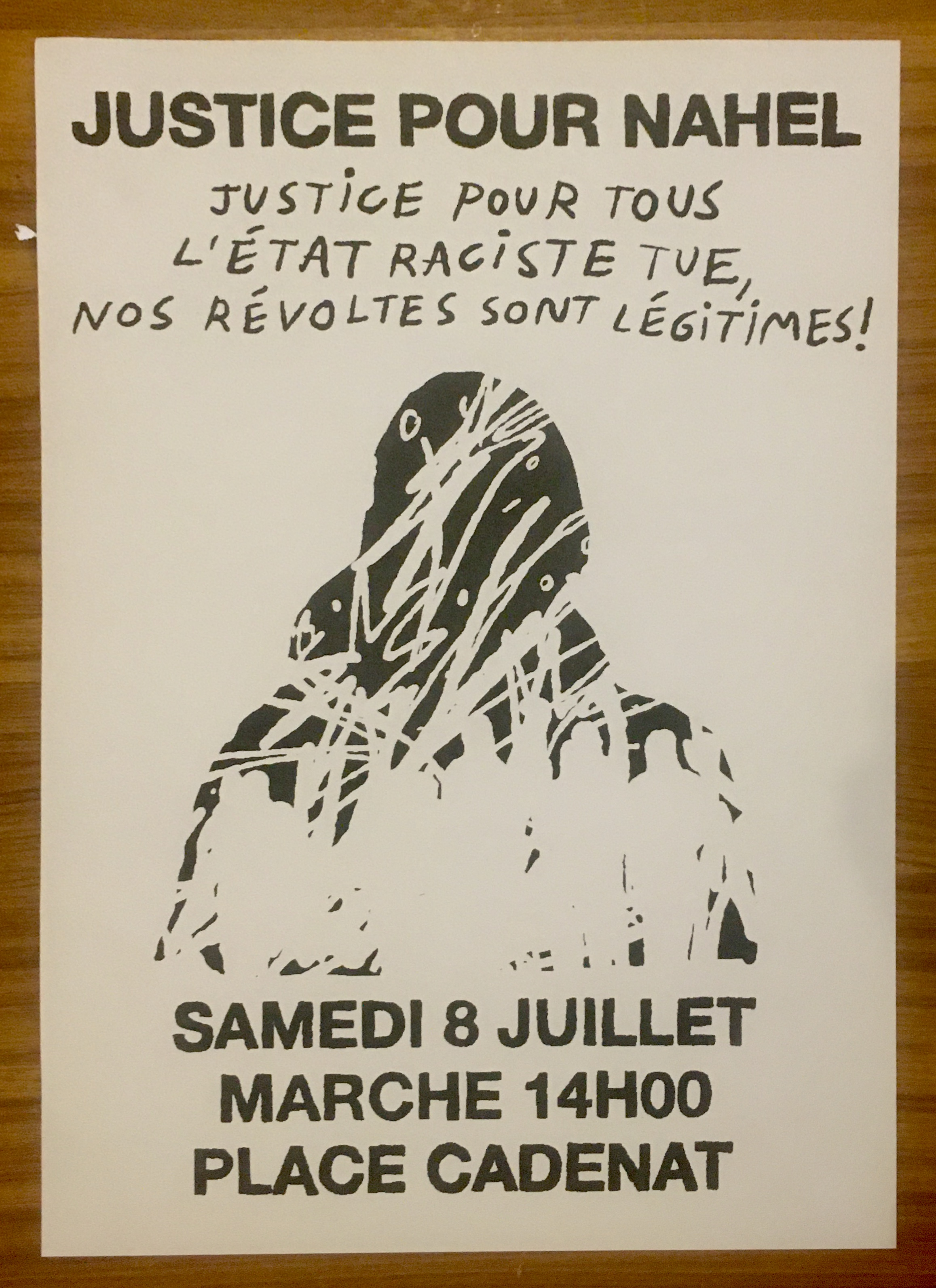
Affiche pour une manifestation à Marseille, à la suite de la mort de Nahel.

Plusieurs personnalités du sport, du cinéma et de la musique critiquent l'action des médias et de la police dans cette affaire. Parmi elles, les footballeurs Kylian Mbappé, Jules Koundé, Mike Maignan et Aurélien Tchouameni,, les rappeurs Ninho,, Rohff, SDM, Hamza, Kaaris, Jul, Médine, SCH, Kery James et Sadek ainsi que l'acteur Omar Sy, le réalisateur Mathieu Kassovitz et le journaliste Mehdi Maïzi critiquent l'action de la police dans cette affaire. Le rappeur Sadek annonce par ailleurs reverser un cachet de 9 000 euros à la famille de la victime. Une large banderole d'hommage indiquant « Nanterre pas nos frères, Nahel Allah y rahmo » [Qu'Allah lui accorde sa miséricorde] est déployée par des supporters du Paris Saint-Germain près du Parc des Princes, au-dessus du périphérique parisien,. Une tribune signée par plus d'une centaine de personnalités dont Angela Davis, Judith Butler, Ken Loach, Annie Ernaux, Adèle Haenel et Éric Cantona est publié dans L'Humanité, intitulée « Cette fois, tout le monde a vu » et appelle à la participation à la marche unitaire contre les violences policières, le 15 juillet 2023.

### Syndicats de policiers
Le syndicat minoritaire France Police, proche de l'extrême droite, publie un tweet félicitant les deux policiers impliqués dans la mort de Nahel Merzouk et attaquant la victime et sa famille en ces termes : « bravo aux collègues qui ont ouvert le feu sur un jeune criminel de 17 ans (...) les seuls responsables de la mort de ce voyou sont ses parents, incapables d’éduquer leur fils ».
Le ministre de l'Intérieur Gérald Darmanin condamne ces propos et envisage la dissolution de ce syndicat, présenté comme un « groupuscule »,, car il a obtenu moins de 4 % des suffrages exprimés lors des élections professionnelles de 2022. 
Le ministre annonce saisir la justice pour « apologie de la violence » contre son secrétaire général adjoint Bruno Attal, syndicaliste et ancien policier, révoqué de son administration en mars 2023, qui a déclaré après la mort de Nahel préférer « voir une racaille morte qu’un policier mort ». Personnalité politique d'extrême droite,, il avait été candidat aux élections législatives de 2022 sous l'étiquette du parti Reconquête.

### Gouvernement et partis politiques français

#### Gouvernement français
Le président de la République Emmanuel Macron juge « inexplicable » et « inexcusable » la mort de Nahel Merzouk. L'Assemblée nationale observe une minute de silence « en mémoire de Nahel, en soutien à ses parents, et à ses proches ». Plusieurs députés de droite et d’extrême droite, s'ils observent la minute de silence, se disent dérangés par cet hommage, arguant que l'Assemblée se doit avant tout d'honorer les victimes mortes pour la France, et non les personnages ayant commis un délit,.
Le ministre de l'Intérieur Gérald Darmanin déclare que la vidéo filmée par un témoin de la scène est « extrêmement choquante » et « apparemment pas conforme à ce que nous souhaitons dans la police ». Il appelle toutefois au « respect de la présomption d'innocence » du policier mis en cause, ainsi qu'au calme.
Interpellée au Sénat par Pierre Laurent, la Première ministre Élisabeth Borne admet que les images diffusées « montrent une intervention qui n'est manifestement pas conforme aux règles d'engagement de nos forces de l'ordre », ajoutant que « la justice passera, personne ne doit en douter ».

#### Partis politiques français
- David Guiraud, député de La France insoumise (LFI), déclare le 29 juin : « Je n'appelle pas au calme, j'appelle à la justice. C'est ça l'enjeu, c'est la justice. Les appels au calme, c'est facile ». Il reprend ainsi le message du slogan Pas de justice, pas de paix, scandé pendant les manifestations, en plaçant la justice avant la paix. C'est aussi le cas de Marine Tondelier d'Europe Écologie Les Verts : « Sans justice et sans vérité, il n’y aura pas de paix »[137].

- Éric Ciotti, le président du parti Les Républicains, invoque le principe de la présomption d'innocence[138].

- Jordan Bardella, le président du Rassemblement national, déclare, à la suite des propos de Kylian Mbappé : « Le rôle d'un footballeur, qui a priori n'est pas magistrat ou juge d'instruction, c’est celui de partager l’émotion de la famille », et ajoute que les responsables politiques devraient « attendre les résultats de l'enquête » et « en tirer les conséquences »[139].

- Anne-Laurence Petel, députée du parti Renaissance, qualifie Nahel Merzouk de « délinquant » : selon elle, « c'est très important d'utiliser la sémantique qui convient. » Elle ajoute que « ça ne justifie aucunement le fait qu'il meure, mais ça explique qu'il se retrouve devant la police » et soutient qu'« arrêter ce jeune homme, ça n'était pas un acte de racisme », persiflant l’attitude d’une partie de la gauche à l’encontre des forces de l’ordre. Ses propos sont critiqués par les députés Antoine Léaument et Sandrine Rousseau, tandis que l'avocat de la famille de Nahel annonce porter plainte à son encontre[140],[141],[142].

### Responsables religieux
Des responsables français de l'islam et de la religion catholique appellent à la justice et au calme ou condamnent les violences. Ainsi, le recteur de la Grande Mosquée de Paris, Chems-Eddine Hafiz, communique dès le 29 juin 2023 pour déclarer qu'il invite les fidèles musulmans « à faire entendre leur voix et à se mobiliser pacifiquement pour que la mémoire de Nahel soit respectée et pour que la justice soit rendue. [...] L'apaisement est le seul chemin possible et constructif pour accéder à la vérité et à la justice. »,,
Ce message est transmis aux mosquées françaises et répété lors des sermons (khoutab). Le Conseil français du culte musulman et le Conseil des mosquées du Rhône partagent un message similaire et condamnent les violences. L'évêque de Nanterre, Matthieu Rougé, appelle à rétablir un climat d’apaisement durable.

## Hommages à la victime

### Marche blanche
Le 29 juin 2023, une marche blanche a lieu à la demande de la mère de Nahel. Assa Traoré est à ses côtés pendant la marche. La préfecture de police estime que 6 200 manifestants étaient présents. Des échauffourées se produisent à la fin de la manifestation,.
La présence d'Assa Traoré et du comité Adama est critiquée par des médias de droite ou d'extrême droite comme Tribune juive et Valeurs actuelles, et par Marianne. Assa Traoré portait un t-shirt noir avec l'inscription « Justice pour Nahel ».

Marche blanche du jeudi 29 juin 2023 à Nanterre
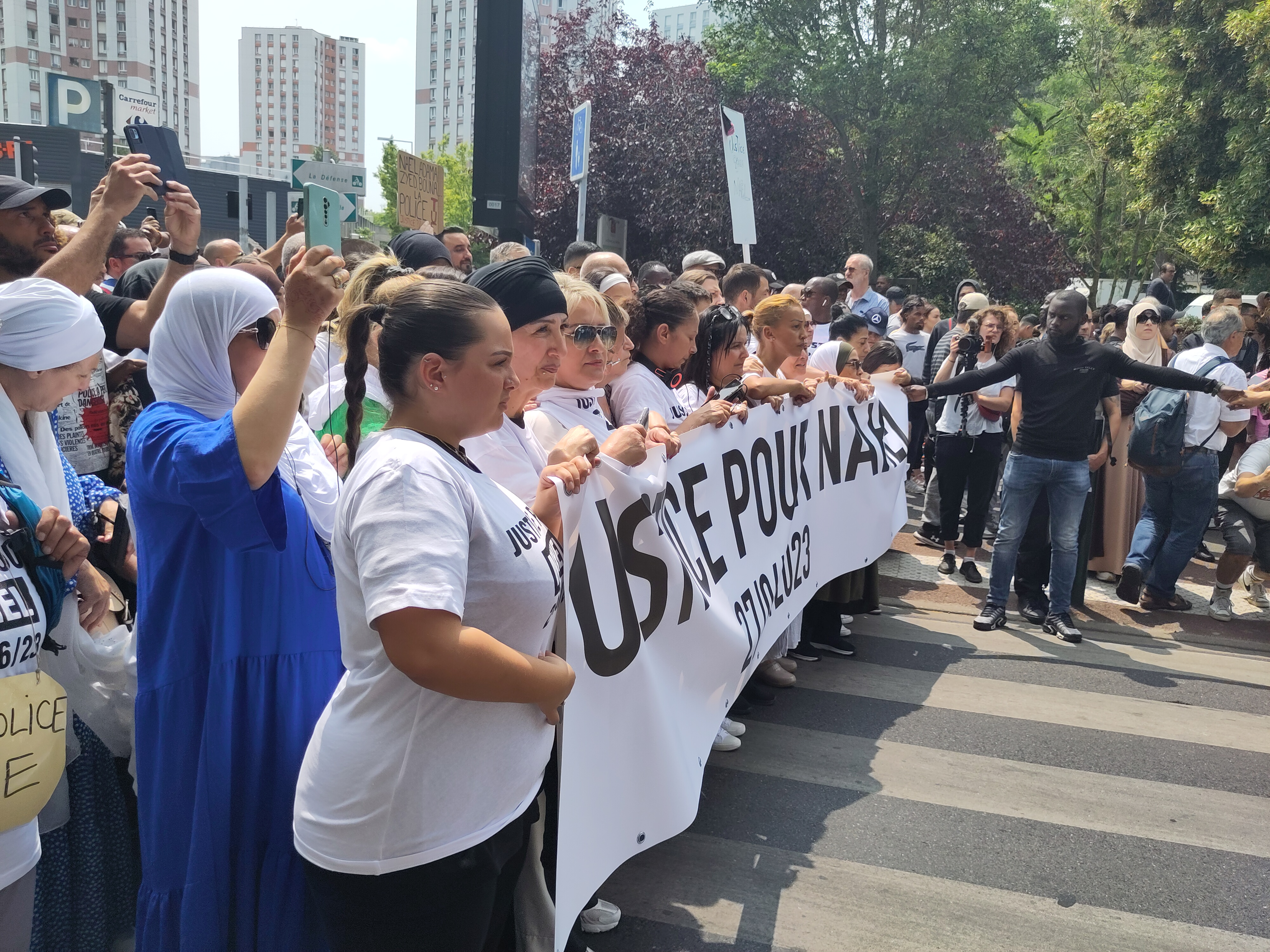
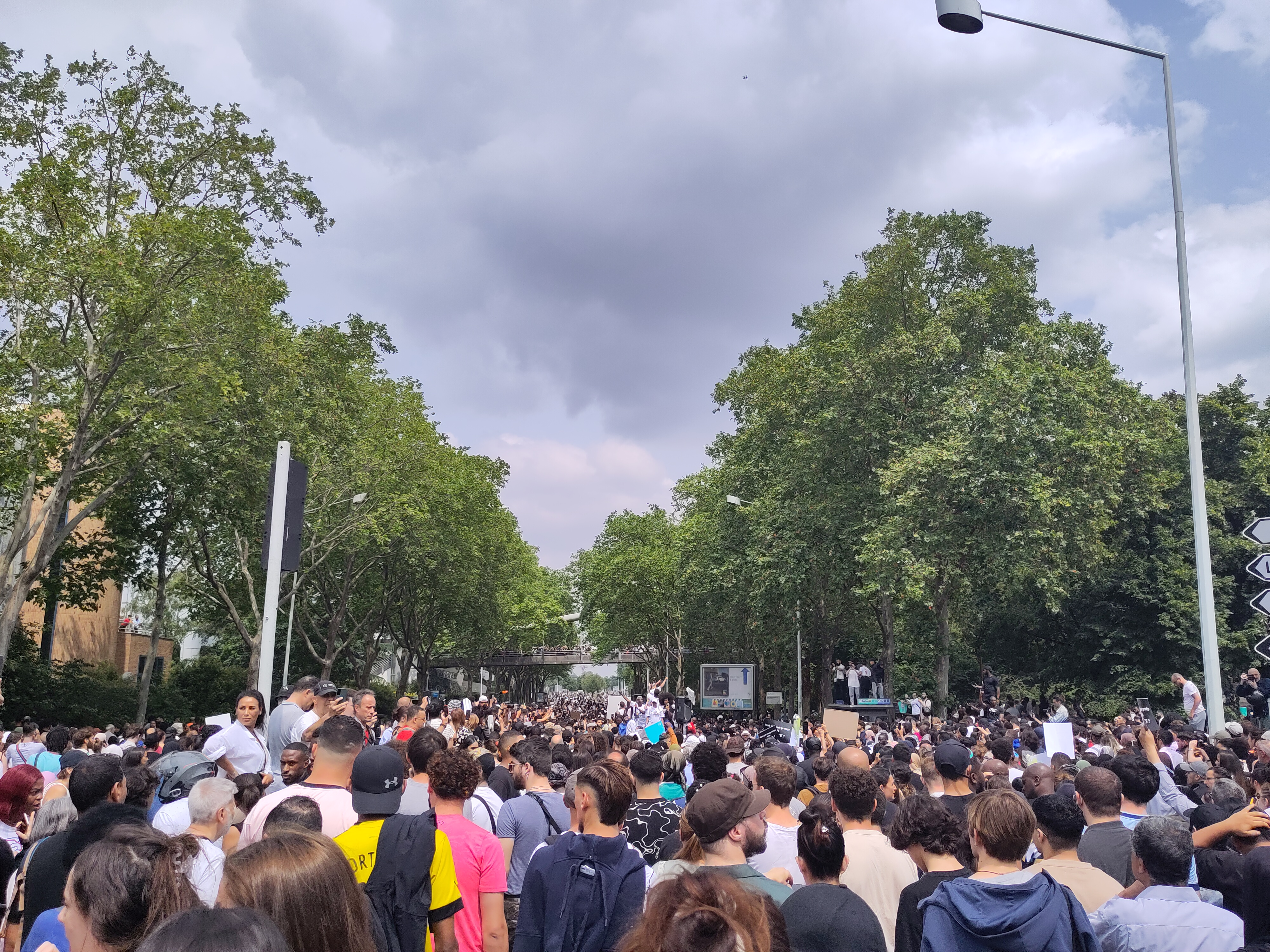
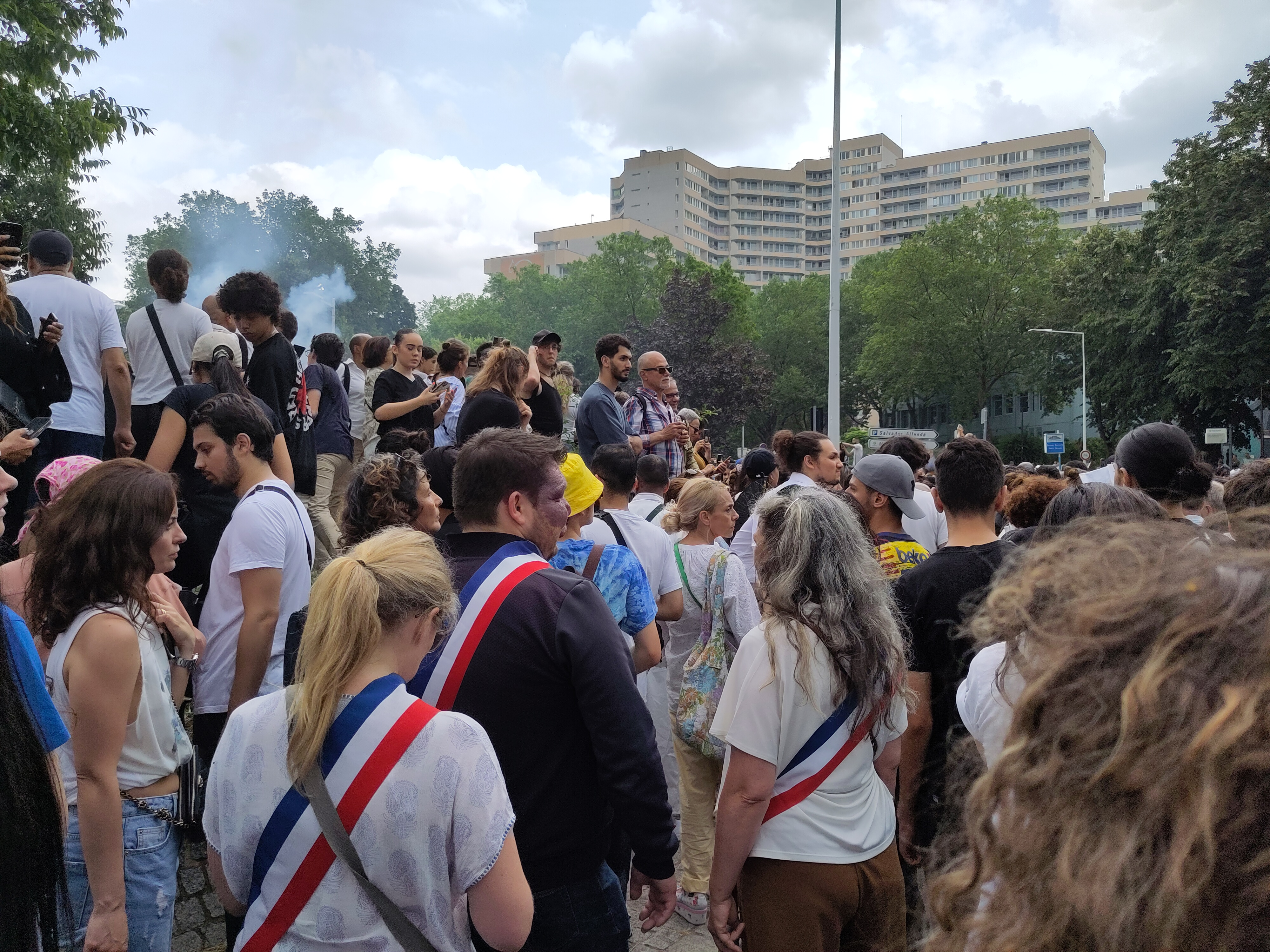

### Enterrement de la victime
Le 1er juillet 2023, la prière funéraire de Nahel Merzouk se déroule à la mosquée Ibn Badis de Nanterre. La foule venue y assister est si nombreuse qu'elle déborde du bâtiment et se retrouve dans la rue,. L'imam y fait un sermon d'une dizaine de minutes appelant à « garder de bonnes manières, de bonnes paroles, à contenir les ondes négatives pour honorer ce convoi funéraire ». L'inhumation a lieu au carré musulman du cimetière-parc du Mont-Valérien, à Nanterre.

### Cagnottes
Dans les jours suivant l'évènement, deux cagnottes en ligne sont ouvertes : l'une en soutien à la mère de la victime, l'autre à la famille du policier auteur du tir mortel. Cette dernière fait l'objet de nombreuses polémiques.
La cagnotte en soutien à la famille du policier est lancée par le polémiste d’extrême droite Jean Messiha, ancien porte parole d'Éric Zemmour, sur la plate-forme GoFundMe. Elle récolte plus de 1,6 million d'euros de 85 000 donateurs en moins de cinq jours à sa clôture le 4 juillet. Cette cagnotte fait polémique auprès de la gauche et de l'extrême gauche qui la qualifient d'« indécente » et de « cagnotte de la honte » : des députés de la NUPES annoncent avoir porté plainte pour trouble à l’ordre public et « incitation à la haine, à la violence ou à la discrimination » ; elle provoque également la gêne du gouvernement Élisabeth Borne et de la majorité présidentielle. Elles l'accusent de surcroit d'une différence de traitement avec la cagnotte pour Christophe Dettinger, auteur de violence contre des gendarmes, condamnée par des membres du gouvernement et les syndicats de police et fermée au bout de deux jours par la plate-forme Leetchi, le tribunal judiciaire de Paris ayant jugé plus tard la cagnotte « contraire à l’ordre public ». La plate-forme la juge cependant conforme à ses règles car elle n'est pas explicitement destinée au policier mais à sa famille, à laquelle les fonds seront « directement versés ».
À propos de cette cagnotte, Yassine Bouzrou, l'avocat de la famille de Nahel Merzouk, saisit la justice le 4 juillet pour « escroquerie en bande organisée, détournement de traitement de données à caractère personnel et recel de ces délits » reprochant à son initiateur d’avoir « publiquement et mensongèrement présenté Nahel M. comme un « multirécidiviste » » et d’avoir détourné les informations du fichier du traitement des antécédents judiciaires de l’adolescent « pour le criminaliser et créer un mouvement de soutien au policier ayant tiré », ce qu'il qualifie de « manœuvres frauduleuses » pour obtenir des fonds. Le 19 juillet, le parquet de Paris annonce l'ouverture d'une enquête, confiée à la direction des affaires économiques et financières de la police judiciaire. Le jour du dépôt de la plainte, Jean Messiha déclare porter plainte à son tour pour diffamation : « La plainte déposée par la famille de Nahel n’a aucun fondement juridique. Elle relève d’une récupération honteuse et d’une communication politique diffamatoire et calomnieuse contre laquelle je déposerai plainte »,. Le 13 juin 2024, l'affaire est classée sans suite par le parquet de Paris « au motif qu’aucune infraction n’apparaissait suffisamment caractérisée ».
Une seconde cagnotte en soutien à la famille du policier est lancée sur Leetchi par un policier au nom de « l'Amicale motocycliste des Hauts-de-Seine », et atteint près de 75 000 euros le 5 juillet.
La cagnotte destinée à Mounia, la mère de Nahel, atteint la somme de 490 000 euros cinq mois après la mort de son fils, avec plus de 23 000 participants. Elle déclare vouloir faire des dons à des associations.

## Réactions internationales
Le Haut-Commissariat des Nations unies aux droits de l'homme, une agence spécialisée de l'ONU appelle la France à « se pencher sérieusement sur les problèmes de racisme et de discrimination raciale au sein de ses forces de l’ordre »,,.
Le ministère des Affaires étrangères algérien publie un communiqué le 29 juin 2023 dans lequel il exprime que l'Algérie a appris avec « choc et consternation la disparition brutale et tragique du jeune Nahel » et que le pays suit l'affaire avec une « très grande attention »,, tout en ajoutant que l'Algérie fait confiance au gouvernement français pour assumer son devoir de protection et de sécurité en faveur des ressortissants algériens sur le territoire français,.
Le « passé colonial » et le « racisme institutionnel » en France expliquent la flambée de violences urbaines en France, déclare le 4 juillet le président turc Recep Tayyip Erdoğan.

## Conséquences

### Violences urbaines
Les nuits qui suivent la mort de Nahel Merzouk, de nombreuses villes françaises de toutes les tailles sont marquées par des émeutes.

#### Bilan
| Date                                               | Véhicules incendiés | Bâtiments dégradés | Interpel- lations | Policiers blessés | Morts |
| -------------------------------------------------- | ------------------- | ------------------ | ----------------- | ----------------- | ----- |
| 27 juin 2023                                       | 115                 | 2                  | 31                | 24                | -     |
| 28 juin 2023                                       | 788                 | 142                | 207               | 174               | -     |
| 29 juin 2023                                       | 1 919               | 492                | 875               | 317               | 1     |
| 30 juin 2023                                       | 1 585               | 266                | 1 311             | 162               | -     |
| 1er juillet 2023                                   | 958                 | 123                | 773               | 42                | 1     |
| 2 juillet 2023                                     | 297                 | 34                 | 157               | 3                 | -     |
| 3 juillet 2023                                     | 159                 | 24                 | 72                | -                 | -     |
| 4 juillet 2023                                     | 78                  | 8                  | 16                | -                 | -     |
| 5 juillet 2023                                     | 55                  | 1                  | 20                | 1                 | -     |
| Total                                              | 5 954               | 1 092              | 3 462             | 723               | 2     |
| Source : déclarations du ministère de l'Intérieur. |                     |                    |                   |                   |       |

#### Comparaisons avec les émeutes de2005
Le 2 juillet 2023, Le Monde cite des estimations d'experts[Lesquels ?] avertissant que leurs estimations donneraient un bilan qui dépasserait en gravité celui des émeutes de l’automne 2005. Le Monde rappelant que trois jours avant Nicolas Sarkozy avait lancé lors d’une visite à Argenteuil (Val-d’Oise): « vous en avez marre de cette bande de racailles ? Eh bien on va vous en débarrasser ! ». Le Monde rappelle aussi que le « très médiatique ministre de l'Intérieur » avait ensuite donné du drame ayant coûté la vie à deux adolescents à Clichy-sous-Bois « une version qui sera contredite par le récit du troisième », rescapé mais gravement brûlé dans le même transformateur électrique, dans une tentative d'exonérer la police qui, selon lui « ne poursuivait pas physiquement » les trois victimes, ce qui rapidement « ajoute au sentiment d'injustice », selon les sociologues Véronique Le Goaziou, ethnologue, chercheuse associée au CEVIPOF, et Laurent Mucchielli, directeur de recherche au CNRS, cités par l'enquête du journal et coauteurs d'un ouvrage collectif centré sur le sujet.

### Critique des médias
Une douzaine d'heures après la diffusion de la vidéo mettant à mal la version des policiers, le footballeur Jules Koundé, dénonce des chaînes d’information en continu qui « font leurs choux gras » de l'affaire, et des plateaux télés « déconnectés de la réalité », fustigeant en particulier leurs « journalistes » qui posent des « questions » dans « le seul but de déformer la vérité, de criminaliser la victime et de trouver des circonstances atténuantes là où il n’y en a aucune ».
Quelques heures après les faits sur la chaîne d’information CNews, la journaliste Charlotte d'Ornellas, issue de la mouvance identitaire, « affirm[e] péremptoirement » que Nahel Merzouk avait un casier judiciaire « déjà long comme le bras », lui a reproché le quotidien Libération. L'allégation est démentie immédiatement par les avocats de la famille, se réservant « le droit de poursuivre toutes les personnes qui inventeront, comme cela a déjà été fait ce jour, des mentions inexistantes au casier judiciaire du jeune homme ». Les allégations sur les « antécédents judiciaires » de la victime font aussi l'objet de nombreuses critiques, y compris de la porte-parole du ministère de l'Intérieur, Camille Chaize, qui a réagi sur France Inter à une question de Léa Salamé sur le sujet, en répondant que « ça n’a pas de sens de réfléchir ainsi. Peu importe, s’il était connu ou pas des services de police »,, une réaction « largement saluée », selon le service de vérification des faits de Libération. Par ailleurs, une source au ministère de l’intérieur a regretté « un emballement » du journaliste police-justice de la chaîne de télévision France 2, qui s'était avancé sur l'analyse qu'aurait selon lui tirée l'inspection générale de la Police nationale (IGPN) des propos entendus sur la vidéo montrant le coup de feu provoquant la mort, l'IGPN ayant selon lui démenti la menace entendue sur la vidéo d'une balle dans la tête. Selon Mediapart, « l'IGPN ne confirme ni n’infirme ces propos et n’a surtout pas terminé ses investigations à propos de cette vidéo », ce que confirme à Mediapart la source au sein de ce ministère. Anne-Sophie Lapix a rectifié et présenté les excuses de France 2 sur ce sujet le lendemain soir, lors du 20 heures du 4 juillet.
Dans un éditorial publié au lendemain du drame, critiquant Le Parisien et BFM TV pour avoir diffusé, trop tôt et sans suffisamment de prudence, la version complète de la police, Libération avait rapporté des incidents la nuit à Nanterre et averti du risque de répétition du scénario des émeutes de 2005.
Les caméras et les micros « venus en nombre » à la marche blanche le surlendemain des faits sont « regardés d’un mauvais œil » et même accusés de vouloir « faire pleurer », la mère de la victime. Le même jour, le magazine en ligne d'information Booska-P, spécialisé dans le rap et les cultures urbaines, publie un article où Pedretti, son ami des années de collège, voit « deux combats à mener pour Nahel », l’un dans la rue, « l’autre dans les médias », contre « la mauvaise foi sur les plateaux télévision », qui ignore une vidéo massivement partagée, tandis que son meilleur ami Chems-Edine y déplore un « traitement médiatique » qui « ne s’intéresse pas à notre vérité ». L'article cite aussi la cousine de Nahel : « ce que je vois et entends dans la presse, c’est insultant et déplacé. Toute la haine qui est tournée vers Nahel est anormale ». Ce « climat de vives tensions » avec les médias se poursuit lors de l'enterrement, auquel la presse se voit interdire d'assister par la famille de la victime. Les médias de vidéos ont connu une croissance parfois « stratosphérique » : au cours de la semaine de la mort de l'adolescent, Brut a revendiqué le gain, sur son seul compte TikTok, de plus de 700 000 abonnés et réalisé près de 220 millions de vues uniques sur les 380 millions du mois, son concurrent Loopsider revendiquant 150 000 nouveaux abonnés, « avec des publications qui dépassent parfois les six millions de vues », tout en reconnaissant un embarras « de gagner une telle audience sur une actualité aussi dramatique », selon son cofondateur Johan Hufnagel.